# Al-Mutanabbi
 (septembre 2008).
Si vous disposez d'ouvrages ou d'articles de référence ou si vous connaissez des sites web de qualité traitant du thème abordé ici, merci de compléter l'article en donnant les références utiles à sa vérifiabilité et en les liant à la section « Notes et références ».
Abou T̩ayeb Ah̩mad ibn al-H̩usayn, portant le surnom d'al-Mutanabbī (« celui qui se dit prophète ») (arabe : أبو الطيب أحمد بن الحسين المتنبّي) est un poète arabe appartenant à la tribu Kinda, né en 915 à Kufa et mort assassiné en 965, près de Dayr al-Akul (au sud-est de Bagdad). Ses poèmes tournent autour des louanges des rois, des descriptions de batailles, de la satire, de la sagesse et de sa philosophie de la vie que beaucoup d'hommes partagent avec lui.
Il est considéré comme le plus grand poète arabe de tous les temps et celui qui a le mieux su maîtriser la langue arabe et ses rouages. Il lègue un patrimoine de 326 poèmes, qui raconte sa vie tumultueuse auprès des rois et donne une vision sur la vie arabe du Xe siècle.
Il est connu pour sa grande intelligence ; il disait ses poèmes sur le vif, sans préparation. Il a déclamé ses premiers poèmes très jeune, avant l'âge de dix ans. D'un caractère altier et aventureux, l'un de ses poèmes causera sa perte en précipitant son assassinat.
Le nom « Al-Mutanabbi », voulant dire « celui qui se dit prophète », lui fut adjoint durant sa jeunesse, quand il écrivit des textes jugés à l’époque comme arrogants et en se comparant aux prophètes (أَيَّ مَحَلٍّ أَرتَقي أَيَّ عَظيمٍ أَتَّقي وَكُلُّ ما قَد خَلَقَ الـ لاهُ وَما لَم يَخلُقِ مُحتَقَرٌ في هِمَّتي كَشَعرَةٍ في مَفرِقي). Il avait à peine dix-sept ans.

## Contexte politique et historique
La période où Abou Tayyeb Al-Mutanabbi a grandi a été le théâtre d'une désintégration de l'État abbasside et de la création diffuse de mini-États islamiques construits sur les ruines et les lambeaux de ce grand territoire morcelé. Ce fut une période politique  marquant l'avènement d'une ère de craquèlement, de tension et de conflit, vécue par les Arabes et les musulmans. Le califat à Bagdad avait perdu de son poids politique et le pouvoir était passé entre les mains des ministres et des chefs de l'armée. Sont apparus alors de nombreux émirats  au sein du Bilad el-Cham, chose qui a contribué à la fragilisation des frontières qui furent prises d'assaut à la fois de l'intérieur (comme les mouvements sanglants des Qarmates (al-quaramita) et les attaques sur Koufa) et de l'extérieur par les non-arabes désignés communément sous le générique "al-roum" .
Ces dissensions et ces morcellements politico-sociaux ont eu un rôle direct à jouer sur le domaine culturel et littéraire. En effet, chaque ministre et chaque prince avait une "cour" et un "salon" réunissant les poètes et les scientifiques les plus prestigieux, rivalisant les uns avec les autres pour la grandeur et la diversité de ce susdit salon. Les poètes avaient souvent le rôle de courtisans payés pour distiller la beauté de leur art dans la louange de leurs employeurs, et pour démontrer un respect profond pour ces derniers. Mais ce qui était aussi à l'image de cette époque agitée, c'était la migration de ces poètes lors des désaccords, de salon en salon, de maître en maître, et d'un prince à l'autre. Dans ce monde troublé était l'émergence d'Abou Tayeb ; conscient de son intelligence et de sa capacité innée à tirer profit de ce qui l'entourait, il a fait de la poésie sa profession, en profitant de sa passion pour la lecture et la mémorisation.

## Biographie

### Enfance et formation
Al-Mutanabbi est né dans l’actuel Irak, dans la ville de Koufa. Son père était porteur d'eau, et a exercé plus tard le métier de panégyriste à gage[réf. nécessaire]. Fils unique n'ayant pas connu sa mère, il est élevé par sa grand-mère. Il grandit dans un milieu bédouin qui lui donne une formation religieuse solide.
En 924, après une attaque qarmate à Koufa, il part vivre dans le désert avec eux, apprenant leur dialecte arabe. Prétendant être un prophète, il fomente à l’âge de dix-sept ans une rébellion qarmate à Lattaquié en Syrie. Sa révolte échoue et il est emprisonné par les autorités d’Homs.
Après cette révolte, on lui donne le nom d'al-Mutanabbi, « celui qui se déclare prophète ». Il sort de prison en 935, et en 948 il entre à la cour de l’émir hamdanide, Ali Sayf al-Dawla. Il loue Sayf al-Dawla, chez qui il voit l'image du héros et de l'homme d'État.

### Période deSayf al-Dawla
Cette période fut considérée par les historiens et les critiques littéraires ainsi que par la postérité, comme étant l'âge d'or du poète. Elle dura 9 années au terme desquelles Al Mutanabbi quitta Bilad el-Cham pour l'Égypte.

#### Analyse de la relation entre le poète et son entourage
Et l'on s'accorde à dire que c'est le côté altier, franc-tireur, fier et bohème qui a fait marcher cette alchimie entre le poète et le prince dans lequel il voyait en quelque sorte une image magnifiée de lui-même. Ainsi, Al-Mutanabbi erra longtemps avant cette longue escale à Alep où il offrit ses services à Ali Sayf Al-Dawla, un prince de son âge dont il avait entendu chanter les louanges. La relation des deux hommes fut dès le départ particulière : Al-Mutanabbi avait la position d'un favori du prince, il ne déclamait pas ses poèmes debout devant la cour comme les autres poètes, il était couvert de cadeaux et avait plus de liberté et d'élan que ses congénères, et il avait même combattu aux côtés du prince. Cette relation quasi exclusive faisait écumer les nombreux ennemis que le poète s'était fait au sein de la cour. Une anecdote rapporte un reproche fait par Abu Al-Firas Al-Hamadani (poète et cousin du prince) : « Ce Mutanabbi est trop avide et gâté par vos soins, et vous lui donnez 3 000 dinars pour trois poèmes alors que vous pouvez en distribuer 200 sur 20 poètes qui feront mieux que lui. » On rapporte beaucoup de duels littéraires entre ces deux poètes. Et l'on retrouve notamment au cours de l'un d'eux le célèbre vers "Je suis celui dont l'aveugle voit la littérature, et celui dont les mots ont fait ouïr le sourd.". Toutes ces attaques autant escarmouches littéraires qu'intrigues de cour ont miné la relation entre le prince et son favori. La nature assez fière et orgueilleuse d'Abou Tayyeb ayant toujours été son talon d'Achille, dans sa recherche effrénée de la gloire et avec un ego surdimensionné, il en est vite arrivé à créer des barrières avec son entourage et la cour. Ce fossé le poussait dans ses élans impulsifs à s'identifier à la personne du prince et à prendre sa gloire pour lui-même outrepassant le rôle restrictif où le mettait sa situation.  Ces dépassements furent la cause majeure de la rupture entre les deux hommes.

#### Production littéraire
Cette période fut surtout pour ses « mad'hiet » — poèmes rendant hommage à Sayf Al-Dawla — qu'on appellera plus tard « al-sayfiyyèt » par référence à ce dernier. Il utilise dans ce genre poétique l'héroïsation et la glorification des qualités de courage et de bravoure militaire notamment. On le voit dans ces quelques vers:
« À chaque homme dans son existence des habitudes propres ; et celle de Sayf Al-Dawla est de frapper son ennemi. »
"Tu les a dardés d'une mer d'acier laissant sur la terre derrière eux une traînée bruyante
Elle les avait trouvé le soir sur des tapis de soie, les laissant le matin sur un tapis de terre."
Il utilise aussi la glorification des origines et de la lignée du prince. Ou encore, une quasi déification du prince faisant de lui tour à tour la personnification des éléments ou encore le comparant métaphoriquement au soleil ou à la mer comme on le voit dans le titre même de son poème "il est la mer" (dont est tiré le premier vers présenté dans ce paragraphe).

#### Déception et départ
Selon certaines sources, Al-Mutanabbi a quitté cette cour après une violente dispute l’opposant au grammairien Khalawaih qui n’hésita pas à le gifler devant l’émir qui serait resté de marbre devant cette offense. Cependant, cette version des faits est réfutée par plusieurs sources qui invoquent un amour pour la sœur du prince que le poète aurait pleuré avec un manque de bienséance dans ce poème "celui des deux soleils qui est absent" dans ce vers :
"Ils savent la beauté de ses lèvres quand on la salue, et il n'y a que Dieu qui sait celle de la bouche et des dents."
D'autres encore rappellent la large fissure qui s'est agrandie entre les deux hommes, élargie par les intrigues de cour et le tempérament orgueilleux et emporté du poète.
Abu Tayyeb rejoint donc en 957 une autre cour, celle des Ikhchidides, et écrit des poèmes pour Abu al-Misk Kafur.

### La période ikhchidienne
Cette période fut à vrai dire comiquement ambivalente dans la production littéraire du poète. Car entre le titre de ce poème de louanges "c'est comme si tout louange que j'ai écrit avant le tien m'avait rendu coupable" et entre ce titre de poème satirique: "l’eunuque", il y a tout un monde. Là encore, nous voyons l'illustration parfaite du tempérament du poète.

#### Louanges
Bien que les louanges soient au rendez-vous une fois encore avec Kafur, elles ne sont pas de la même qualité que les poèmes adressés à Sayf Al-Dawla. Il n'y a pas une magnification ou une presque déification du personnage comme avec Sayf Al-Dawla dans lequel le poète voyait un autre lui-même. On le voit jouer le rôle du fonctionnaire ambitieux qui écrit pour arriver à ses fins.

#### Satire
C'est la partie satirique qui est la plus connue dans l'œuvre de Mutanabbi dans cette période ikhchididienne. Il utilise dans ce genre de poésie la caricature, la déformation corporelle, l'insulte corporelle et des traits mordants et vifs cinglants et cruels. Il démontre aussi un racisme et un esclavagisme certain. Il vilipende d'un ton acerbe la personne de Kafur. Il dira notamment :
"Qui a appris à l'eunuque noir une vertu, ses pairs blancs ou ses royaux parents ?
N'achète jamais l'esclave si tu n'as pas de bâton ; les esclaves sont bien des espèces damnées".
Mais à vrai dire, sous ce ton satirique, on sent surtout poindre la déception et l'esprit de revanche d'un être qui se sent supérieur et qui est humilié d'avoir chanté les louanges d'un homme de moindre importance pour n'en récolter que des promesses non tenues.

## Extraits et citations
- Si tu vois les dents du lion surgir ; ne crois pas que le lion te sourit.
- Je suis celui dont l'aveugle voit la littérature, et celui dont les mots ont fait ouïr le sourd.
- C'est en rapport à la grandeur des gens déterminés qu'arrivent les déterminations ; et vient par la noblesse des gens généreux leur générosité.
- La gloire est pour l'épée ; non pas pour la plume.
- La mort est inéluctable et les âmes précieuses ; stupide est celui qui croit précieux ce qu'il possède.
- L'homme espère et la vie est appétissante ; la vieillesse est plus digne que la jeunesse frivole.
- Oh fête avec quel état tu reviens ? Apportes-tu du nouveau ou bien c'est encore le même refrain !
- Aux yeux des petits, les petites choses sont immenses ! ; Pour les grandes âmes, les grandes choses sont si petites !

### Sa description de lagrippe saisonnière
Durant son séjour en Égypte dans la cour du roi Kafour, une grippe l'a emprisonné chez lui, où il écrivit ce poème dont voici un extrait :
Ma visiteuse, comme frappée par une honte,

ne me visite que dans l'obscurité.

Je lui ai offert mes membres et mes organes

pourtant elle a préféré mes os.

Ma peau nous oppresse tous les deux

et mon mal ne fait que s’accroître.

En me quittant elle me lave si bien

comme pour nous laver d'un grand péché.

Le matin la chasse sans ménagement

Et en larmes elle fuit aux quatre coins.

J'attends avec angoisse son retour

tel un nostalgique anxieux.

Elle reste fidèle à son rendez-vous,

mais que faire de la fidélité de celle

qui vous ronge les genoux et les os.

### Sa diatribe des rois
En bon poète qui ne pense jamais ce qu'il dit, il se tourne contre les rois, ceux-là mêmes qu'il glorifia par sa plume pour dire :
Je me vois encore faire rire mes dromadaires à chacun de mes voyages

Ils rient en regardant pour qui je leur ai fait faire de si terribles traversées

ils regardent les statues sans vie, les princes et les rois que je visite,

Mais qui hélas n'ont même pas la chasteté des statues.

Alors ce matin, ma plume s'est tourné vers moi et m'a dit :

"La gloire est à l'épée, la gloire n'est point à la plume

Écris ce que tu auras réalisé avec ton épée

Car, esclaves de ton arme, nous sommes."

Tu as bien parlé et mon remède est ce que tu dis

Et si je ne fais rien, c'est que ma maladie

Serait tellement grave, car je n'aurais rien compris."

### La satire de Kafur: "l'eunuque"
Dans ce poème, Al-Mutanabbi utilise des mots très cinglants et racistes pour attaquer Kafour Al Ikhchidi, le gouverneur d'Égypte qui a failli à ses promesses et l'a trompé, et a profité de ses talents littéraires pendant une longue période pour le renvoyer par la suite. Ce fut une humiliation pour ce poète orgueilleux et ambitieux. Et là, la poésie devient une redoutable arme pour dénigrer, insulter ce gouverneur noir non reconnaissant. À l'époque, l'esclavage existait encore et Al-Mutanabbi, dans l'air de son temps, composa une diatribe terrible dans laquelle il écorche méchamment son adversaire. Voici un extrait :
Pour qu’un esclave pervers assassine son maître

Ou le trahisse, faut-il qu'il passe par l'Égypte ?

Là-bas, l’eunuque est devenu le chef d’esclaves en cavale,

L’homme libre est asservi ; on obéit à l’esclave.

L’esclave n’est pas un frère pour l’homme libre et pieux

Même s’il est né dans des habits d’homme libre.

N’achète jamais un esclave sans un bâton pour l'accompagner

Car les esclaves sont infects et des bons à rien dangereux.

Jamais je n’aurais pensé vivre pour voir le jour

Où un serf me ferait du mal et en serait loué

Pas plus que je n’imaginais voir disparaître

Les hommes dignes de ce nom

Et subsister l’image du père de la générosité

Et voir ce nègre avec sa lèvre percée de chameau

Obéi par ces lâches mercenaires.

Qui a jamais enseigné la noblesse à ce nègre eunuque ?

Sa parentèle "blanche" ou ses royaux ancêtres ?

Ou son oreille qui saigne dans les mains du négrier,

Ou sa valeur, car pour deux sous on le rejetterait ?

Il faut l’excuser compte tenu de toute bassesse -

Mais une excuse est parfois un reproche -

Et s’il en est ainsi parce que les étalons blancs

Peuvent être incapables de reconnaissance, alors que dire

D’eunuques noirs ?
Ce poème a fait connaitre Kafour et a lié son nom à celui d'Al-Mutanabbi pour toujours.

### Ce qu'il dit sur lui-même
Qu'il sache celui qui joint notre assemblée

Que je suis le meilleur parmi ceux à qui on s'adresse

Je suis celui dont l'aveugle a lu la littérature

Et celui dont les paroles ont fait entendre le sourd

Je dors pleinement serein de leurs écritures [vers]

Au moment où les autres courent derrière et se tourmentent

Les chevaux, la nuit et le désert savent tous qui je suis

Aussi bien que l'épée, la lance, le papier et la plume

Que de défauts vous nous cherchez mais nos imperfections vous ne trouvez

Vos allégations ne sont admises ni par Dieu ni par l'hospitalité

Que les vices et les insuffisances sont éloignés de mon honneur !

Je suis la pléiade, et eux [les vices] la vieillesse et la décrépitude !